# Леонтьев, Алексей Алексеевич (лингвист)
Алексе́й Алексе́евич Лео́нтьев (14 января 1936, Москва — 12 августа 2004, там же) — советский и российский лингвист, психолог, доктор психологических наук и доктор филологических наук, действительный член РАО (1992) и АПСН.

## Биография
Родился 14 января 1936 года в Москве в семье известного психолога Алексея Николаевича Леонтьева. Сын А. А. Леонтьева — Дмитрий Алексеевич Леонтьев — также является доктором психологических наук. А. А. Леонтьев окончил в 1958 году романо-германское отделение филологического факультета МГУ им. М. В. Ломоносова по специальности «немецкий язык». С 1958 по 1975 год работал в Институте языкознания АН СССР — сначала младшим научным сотрудником, затем (с 1966 года) старшим, затем (с 1969 года) руководителем Группы психолингвистики и теории коммуникации. В 1963 году защитил диссертацию на соискание ученой степени кандидата филологических наук на тему «Общелингвистические взгляды И. А. Бодуэна де Куртенэ», в 1968-м — докторскую диссертацию по филологическим наукам на тему «Теоретическая проблема психолингвистического моделирования речевой деятельности», а в 1975-м — докторскую диссертацию по психологическим наукам на тему «Психология речевого общения».
С 1975 года — заведующий кафедрой методики и психологии Института русского языка им. А. С. Пушкина, с 1976-го — профессор. С 1986 года — профессор кафедры методики преподавания иностранных языков Московского государственного педагогического института им. В. И. Ленина (ныне Московский педагогический государственный университет), а с 1997 года — профессор кафедры психологии личности факультета психологии МГУ.
В 1992 году избран действительным членом Российской академии образования, а в 1997-м — действительным членом Академии педагогических и социальных наук. Автор более 30 книг и более 800 статей. Был членом президиума правления Педагогического общества РСФСР и руководителем секции «Массовые коммуникации в обучении и воспитании» ПО РСФСР, председателем Научно-методического Совета по интенсивному обучению иностранным языкам при АПН СССР, председателем Научно-методического Совета по теории и методике лекционной пропаганды Общества «Знание» РСФСР, членом редколлегий различных методических журналов, руководителем экспертного совета по языковой политике в учреждениях образования при Министерстве просвещения РФ.
Проблемами педагогики и педагогической психологии занимался начиная с 1970-х годов. Много лет сотрудничал с Ш. А. Амонашвили, В. В. Давыдовым и другими видными психологами и педагогами. Был руководителем Лаборатории языкового образования Временного научно-исследовательского коллектива «Школа» и одноимённой лаборатории в Московском институте развития образовательных систем (МИРОС). Автор множества научных и популярных статей по вопросам школьного и вузовского образования, в том числе в «Учительской газете», журналах «Семья и школа» и «Знание — сила».
С 1997 года — научный руководитель ассоциации «Школа 2000…» (ныне Межрегиональная общественная организация содействия развитию Образовательной программы «Школа 2100»), с 2001 по 2004 г — президент этой организации. Руководитель авторского коллектива и основной автор Образовательной программы «Школа 2100».
Супруга - А. С. Маркосян. Скончался 12 августа 2004 года в Москве. Похоронен на Кунцевском кладбище в Москве.

## Основные работы
Автор более 30 книг и более 800 статей.
- Возникновение и первоначальное развитие языка. — М.: Изд-во Акад. наук СССР, 1963;
- Слово в речевой деятельности: Некоторые проблемы общей теории речевой деятельности. — М.: Наука, 1965; переизд. — 2006;
- Психолингвистика. — Л.: Наука. Ленинградское отд-ние, 1967;
- Психолингвистические единицы и порождение речевого высказывания. — М.: Наука, 1969;
- Язык, речь, речевая деятельность. — М.: Просвещение, 1969; переизд. — 2007;
- Психолингвистические единицы и порождение речевого высказывания. — М.: Наука, 1969 ;переизд. — 2005, 2010;
- Психологические механизмы и пути воспитания умений публичной речи. — М., 1972;
- Папуасские языки. — М.: Наука, 1974;
- Психология общения. — Тарту, 1974;
- Психология речевого общения: диссертация. — М., 1975; переизд. — 2005;
- Что такое язык. — М.: Педагогика, 1976;
- Речь в криминалистике и судебной психологии. М., 1977 (совм. с А. М. Шахнаровичем, В. И. Батовым);
- Педагогическое общение. — 1979;
- Язык ток-писин (неомеланезийский). М., 1981 (совм. с М. В. Дьячковым, Е. И. Торсуевой);
- Мир человека и мир языка. — М.: Детская литература, 1984;
- Путешествие по карте языков мира. — 2-е изд. — М.: Просвещение, 1990. — 144 с. — ISBN 5-09-001866-9..
- Л. С. Выготский. — 1990;
- Основы психолингвистики. — 1997; переизд. — Смысл; Лань, 2003;
- Психология общения. — М., Смысл, 1997. — 365 с.
- Деятельный ум (Деятельность, Знак, Личность). — М., 2001;
- Язык и речевая деятельность в общей и педагогической психологии. М.; Воронеж, 2001.